# 特拉基 (加利福尼亚州)
特拉基（英語：Truckee），是位於美国加利福尼亚州内华达县內的一座城鎮。鎮政府正式組成於1993年3月23日，面积大约为32.32平方英里（83.7平方公里）。根据2010年美国人口普查，该市有人口16,180人。

## 历史
特拉基及其所在的内华达县和加利福尼亚州在1821年之前是西班牙新格林纳达殖民地的偏远地带，因此只有印第安部落在此活动，直到18世纪才有西班牙人前来。
1845年，原属于墨西哥的加利福尼亚州被割让给美国，加州此前已经发现黄金，引发了淘金潮，因此有大量来自美国中东部的移民前来定居淘金。其中最知名的当属于唐纳大队，该移民大篷车队伍从伊利诺伊州出发，原本计划前往加州中部谷地和旧金山，但由于队伍选择了一条当时新开发的道路，因此延误了一个月才抵达特拉基，于此同时又遭遇了提早到来的暴风雪，因此被困在现在的唐纳湖边缘，距离他们的最终目的地萨特堡（萨克拉门托附近）以东90英里（140公里）。他们几次尝试将剩下的几辆马车、牛和补给品运过山顶，但都因天气寒冷和没有任何预先探明的道路而失败。队伍士气低落，补给匮乏，只能返回唐纳湖边缘。一部分营地成员也返回了几英里以东的Alder Creek营地。
在严酷的冬季，旅行者们忍受着饥饿，后来出现了食人行为。15名成员在深秋出发前往萨特堡求援，但因天气寒冷和迷失方向而受阻。只有七人幸存：两人失踪，六人死亡。那些死者被留下的人当作食物。特拉基营地的幸存者被一名里德党成员救了出来，这个成员几个月前因在一场激烈的争吵中杀死另一名男子而被逐出队伍，之后便先行出发并成功抵达目的地。看到这群人从未到达萨特堡后，他便组织了几支救援队。唐纳大队最初有87名定居者，其中48人幸存下来。唐纳纪念州立公园是专门为这些定居者而建的，位于唐纳湖的东端。
特拉基最初是一个铁路小镇，名为科伯恩站，始于横贯大陆铁路。这条铁路直达特拉基市中心，美铁从芝加哥到旧金山的线路仍在此停靠。

特拉基的排华运动始于重建时期，以1876年的鳟鱼溪暴行为标志：
到1876年，约有300名镇民，从工人到最知名的市民，成立了白人组织的地方分会，也称为白人联盟，以驱逐华人。特拉基在那个夏天声名狼藉，因为一天深夜，该组织的七名成员身着黑衣，包围了两间满是拒绝离开该地区的中国樵夫的小屋并放火焚烧。当这些中国人从小屋逃出时，这些治安队员向他们开枪，打死了45岁的阿玲。
查尔斯·费耶特·麦格拉申是当地律师，也是《特拉基共和党》的所有者兼出版商，他为鳟鱼溪暴行中的被告辩护，也是该镇反华运动的领导者。1886年，该镇的中国居民（约 1,400 人）被驱逐出特拉基，这是一场运动的一部分，其中包括抵制任何与中国人做生意的企业。
1993年，特拉基建制为市。

## 人口
| 调查年                | 人口   | 备注  | %±     |
| --------------------- | ------ | ----- | ------ |
| 1880                  | 1,147  |       | —      |
| 1890                  | 1,350  |       | 17.7%  |
| 1970                  | 1,392  |       | —      |
| 1980                  | 2,389  |       | 71.6%  |
| 1990                  | 3,484  |       | 45.8%  |
| 2000                  | 13,864 |       | 297.9% |
| 2010                  | 16,180 |       | 16.7%  |
| 2020                  | 16,729 |       | 3.4%   |
| 2023年估计            | 17,039 | [ 2 ] | 1.9%   |
| U.S. Decennial Census |        |       |        |

2020年美国人口普查显示，特拉基有16,729人。根据人口普查， 2020年该镇人口按种族和族裔细分为：12,946人（77.4%）是白人、3,128人（18.7%）是西班牙裔或拉丁裔、31人（0.2%）是非裔美国人、92人（0.5%）是美洲原住民、275人（1.6%）是亚裔、9人（0.1%）是夏威夷原住民或太平洋岛民、1,446人（8.8%）是其他种族，以及1,930人（11.5%）来自两个或多个种族。